# 本行寺 (墨田区)
本行寺（ほんぎょうじ）は、東京都墨田区に所在する日蓮正宗の寺院。
東京都墨田区に所在する日蓮正宗の寺院。
山号は立正山(りっしょうざん)。
道路（言問通り）を挟んで向かい側には同じく日蓮正宗の常泉寺がある。

## 起源と歴史
- 1638年（寛永15年） - 常泉寺第5代住職本行坊日優により、常泉寺境内に塔中本行坊[1]として開創される。同年に大石寺第17代法主日精の折伏により、本行坊日優が改宗。常泉寺とともに大石寺末となる。
- 1911年（明治44年） - 同じく常泉寺の塔中坊であった本種院[1]（日有堂）を吸収合併する。
- 1938年（昭和13年）11月25日 - 大石寺第59代法主日亨が富士宗学全集134巻の完成奉告式を奉修。後に刊行された富士宗学要集10巻はこの抜粋である。
- 1942年（昭和17年）3月31日 - 寺号を公称し立正山本行寺となる。
- 1945年（昭和20年）3月10日 - 東京大空襲で焼失。
- 1947年（昭和22年）5月13日～1963年（昭和38年）4月5日 - 後に大石寺第67代法主となる日顕が住職となり、復興に尽力する。
- 1964年（昭和39年）～2012年（平成24年）- 復興第二代住職・常法院日海。高野姓。
- 1972年（昭和47年）11月10日 - 本堂を鉄筋コンクリート3階建てに改築。
- 2013年（平成25年）～ - 復興第三代住職・村上節道。

## 住職
- 復興初代 日顕上人（日蓮正宗総本山大石寺第67世・阿部日顕）
- 復興第2代 常法院日海上人（高野日海、墨東阿闍梨、道号は永済）
- 復興第3代 村上節道

## 寺院周辺
- 常泉寺
- 隅田公園（徒歩4分）
- 言問橋（徒歩4分）
- 東京スカイツリー（徒歩4分）

## 交通アクセス
- 東武伊勢崎線とうきょうスカイツリー駅より徒歩4分。
- 都営浅草線本所吾妻橋駅より徒歩8分。
- 東京メトロ半蔵門線・都営浅草線・東武伊勢崎線・京成押上線の押上駅から徒歩11分。